# 八条原城
八条原城（はちじょうばらじょう）は、東広島市志和町にあった江戸時代末期から明治時代初期にかけての日本の城。幕末の動乱に備えて築城されたものの、動乱の終息に伴い工事は中止された。

## 歴史
慶応5年/明治元年（1868年）、戊辰戦争が勃発すると、広島藩は戦乱の拡大と外国の干渉など、不測の事態に備えて、秘密裏に志和の地に築城することを決定した。
志和は、築城決定の前年の慶応4年（1867年）に木原秀三郎率いる藩士と藩士以外の武士・庶民からなる混成部隊「神機隊」の拠点になっており、志和への入口である内村越・小原峠・御堂原・榎山峠・湯坂峠・関川を封鎖することによって、志和盆地全体を一大拠点として要塞化できること、海沿いの広島城では、海上から外国船の砲撃を避けられず、海からも離れていることが城地選定の大きな理由となった。
同年7月、武具奉行高間多須衛の指揮の下、築城工事を開始した。築城は急ピッチで進められ、藩主浅野長勲や前藩主浅野長訓も志和入りして工事を指揮した。工事が中止になるまでに藩庁別館および藩主別邸、米蔵、学寮兼兵営・練兵場が完成している。翌年には藩士子弟300人を選抜して学寮に入れ、文武塾を開校した。この城を拠点として、広島藩の明治動乱への備えとした。しかし戊辰戦争の沈静化によって、築城は中止され、城地や施設は払い下げられた。

## 構造
志和盆地全体を防衛拠点としたため、急造の館・陣屋形式の城郭であった。安駄山麓の緩やかな傾斜地に、250m四方の本丸と呼ばれる中心部を置き、その周辺には石垣を張り巡らして備えとした。城内中心部には約60部屋、440畳の藩主別邸や政庁、見張り台が建てられ、その周辺を石垣で囲い、東側には政治堂、南門付近には神機隊の隊舎が建てられた。また、籠城時に備えて米蔵（八千石倉庫）も設けられている。
近隣には鉄砲鋳造所や弾薬製造所を設け、志和盆地に籠城して、自給自足の体制を維持しながら戦闘を続けることを想定していた。

## 遺構
城地は払い下げられた後、現在は志和神社やJA広島志和ライスセンターとなっている。石垣の一部や城内の水車跡が残存し、建物は近隣の小学校校舎に転用され、文武塾と講堂は東広島市西条町西条、教善寺の庫裏として現存している。

## その他
同時期には同じ広島藩内である吉田（現：安芸高田市）に、吉田陣屋が築かれている。これは長州藩に備えるための陣屋であり、八条原城よりも大規模で堅固な陣屋であった。

## 参考資料
- 藝藩輯要
- 財団法人広島市未来都市創造財団広島城発行「しろうや！広島城」No.33